# フランス系アメリカ人
フランス系アメリカ人（フランスけいアメリカじん、英語: French Americans、フランス語: Franco-Américains）は、フランス人の祖先を有する、またはフランス出身のアメリカ合衆国の国民を指す名称である。フランス民族の祖先を有する場合であれば純血、混血は問われない。ヨーロッパ系アメリカ人の一部である。
現在、約1180万人のフランス系アメリカ人がおり、そのうち約160万人は家庭でもフランス語を使用している。2000年の国勢調査によると加えて45万人がフランス語を元としたクレオール言語を使用する。
フランス系アメリカ人は人口比において決して少数派ではないが、他の民族（ドイツ系やイタリア系）と比べると存在気配がやや薄く、「フランス系アメリカ人」というアイデンティティがあまり明るみに出ていない。理由として彼らはユグノー系の開拓者とほぼ融合していた事に加え、ケベックワー、フランス系カナダ人、アカディアン、ケイジャン、クレオールといったように自らのアイデンティティを新大陸で確立したからと言われている。多くのフランス系アメリカ人は17世紀にヌーベルフランスとして現在のカナダ・ケベック州を開拓した入植者の子孫であり、多くがニューイングランド地方に住む。彼らは現在のニューブランズウィックに住むアカディアンの子孫である。

## 歴史

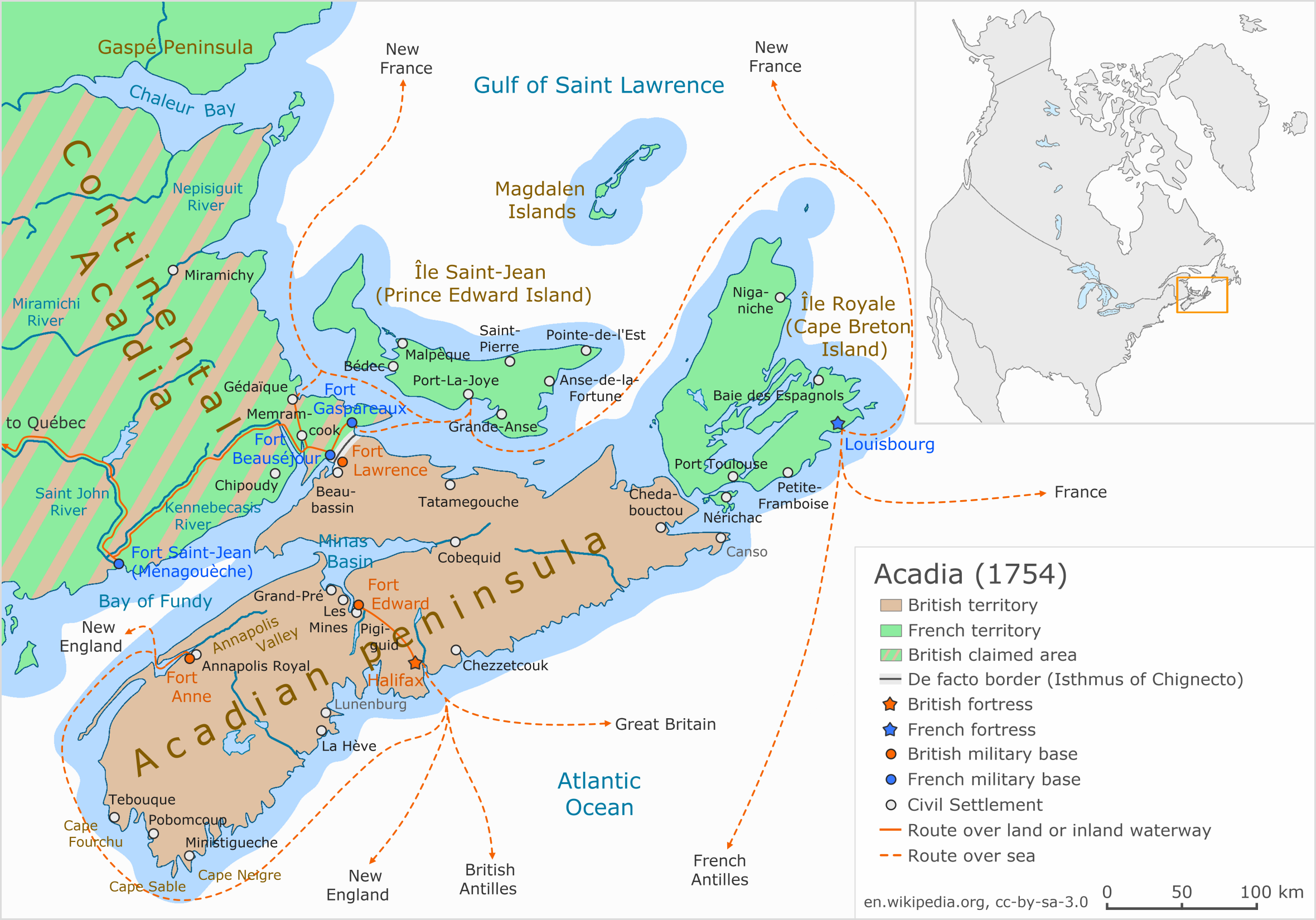
1754年のアカディア勢力図

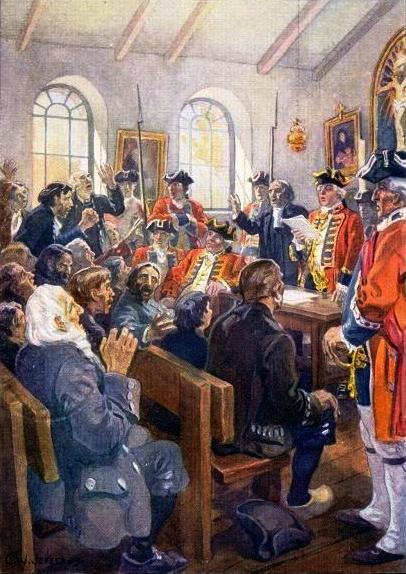
アカディアンの追放

フランス系アメリカ人はアメリカ全土に分布しているが、その多くは北部ニューヨーク州、ルイジアナ州とニューイングランド地方に集中している。特にルイジアナ州のアケイディアナでは15％が家庭でフランス語を使用しており、フランス語は英語、スペイン語、中国語に次ぎアメリカで使用される大きな言語となっている。1803年にナポレオン・ボナパルトによって現在の15州にまたがるフレンチ・ルイジアナが売られてからフランス系入植者は南部も含めて全土へ散らばった。
フランス系の人々の多くは自らのアイデンティティをフレンチカナディアンやケイジャン、クレオールととらえ、彼らの北米での本格的活動は1840年代から1930年代にかけてのケベックからの離散によって始まった。この時、約100万人のフランス系カナダ人がニューイングランドを始めミネソタ州、ウィスコンシン州、ミシガン州（全て五大湖沿岸の州）などに移り住んだ。当時のフランス系カナダ人の出生率は世界的に見て非常に高く、よって本国フランスからの移民が少なかったのにも関わらず彼らの人口は大きかった。またアメリカだけでなくオンタリオ州やマニトバ州などカナダ内でも散らばりを見せた。男性の労働者の多くは両国にて最初は材木業に携わり、他の者は五大湖周辺で活性化した鉱山業に従事した。
旧フランス領のサン＝ドマングからもアメリカへ移民が流入した。1804年に同地が悲惨な独立戦争を経てハイチ共和国として独立、その流れを受けて多くの白人と少数のムラートたちはルイジアナ州へと移民してきた。彼らはクレオールとしてアメリカに融合することとなった。
ルイジアナのケイジャンたちは変わったヘリテージを持っており、現在のニューブランズウィック州、ノバスコシア州、プリンスエドワードアイランド州にあたるアカディアに17世紀後半から18世紀初頭にかけて入植した彼らの祖先は、1755年にBeauséjour港でイングランド軍に捕らえられイングランド王に忠誠を誓うか退去をするか迫られた。多くの者はイングランドへの忠誠を拒否したため、一切の財を持たずに13植民地へと送られアカディアンの追放が起きた。この追放から一世代を経て約4千人のフランス系はルイジアナへ向け移動、新たな生活を築いた。ルイジアナ州アケイディアナには今でもフランス植民地時代の文化が残っている。ちなみに『ケイジャン』とは『アカディアン（アケイディアン）』が訛って出来た言葉である。
大半のフランス系アメリカ人はフランス革命以前に北米へと渡ってきた為、彼らのアイデンティティを象徴するマークは現在のトリコロール・フランス国旗ではなく君主制時代のフルール・ド・リスである。

## 人口と分布
| 州                   | 比率   | 地域   |
| -------------------- | ------ | ------ |
| ニューハンプシャー州 | 25.2％ | 北東   |
| バーモント州         | 23.3％ | 北東   |
| メーン州             | 22.8％ | 北東   |
| ロードアイランド州   | 17.2％ | 北東   |
| ルイジアナ州         | 16.2％ | 中南東 |
| マサチューセッツ州   | 12.9％ | 北東   |
| コネチカット州       | 9.9％  | 北東   |

| 州           | 比率  | 地域 |
| ------------ | ----- | ---- |
| ワシントン州 | 4.6％ | 北西 |
| オレゴン州   | 4.6％ | 北西 |
| アラスカ州   | 4.2％ | 北西 |

| 州               | 比率  | 地域   |
| ---------------- | ----- | ------ |
| ミシガン州       | 6.8％ | 中北東 |
| モンタナ州       | 5.3％ | 中北西 |
| ミネソタ州       | 5.3％ | 中北   |
| ウィスコンシン州 | 5.0％ | 中北   |
| ノースダコタ州   | 4.7％ | 中北西 |
| ワイオミング州   | 4.2％ | 中北西 |
| ミズーリ州       | 3.8％ | 中中東 |
| カンザス州       | 3.6％ | 中中西 |
| インディアナ州   | 2.7％ | 中北東 |

| 州                 | 人口      | 地域   |
| ------------------ | --------- | ------ |
| カリフォルニア州   | 927,453人 | 南西   |
| マサチューセッツ州 | 818,388人 | 北東   |
| ミシガン州         | 680,939人 | 中北東 |
| ルイジアナ州       | 680,208人 | 中南東 |
| ニューヨーク州     | 628,810人 | 北東   |

## 宗教
植民地時代に移民してきたフランス系アメリカ人の信仰は大きくはカトリック系とプロテスタントのユグノー系に分かれる。ヌーベルフランスはカトリック信者のみしか入植者として受け入れず、本国でも宗教差別を被っていたユグノーはイングランドやオランダ、プロイセン、またこれらの国の海外領土（13植民地やケープ植民地など）への移民を模索していた。彼らはカトリック圏の国々よりも英語圏の国に直ぐに溶け込むことができた。アレクサンダー・ハミルトンや最高裁判事だったジョン・ジェイなどはユグノーのバックグラウンドを持っている。

## フランス語とアメリカ

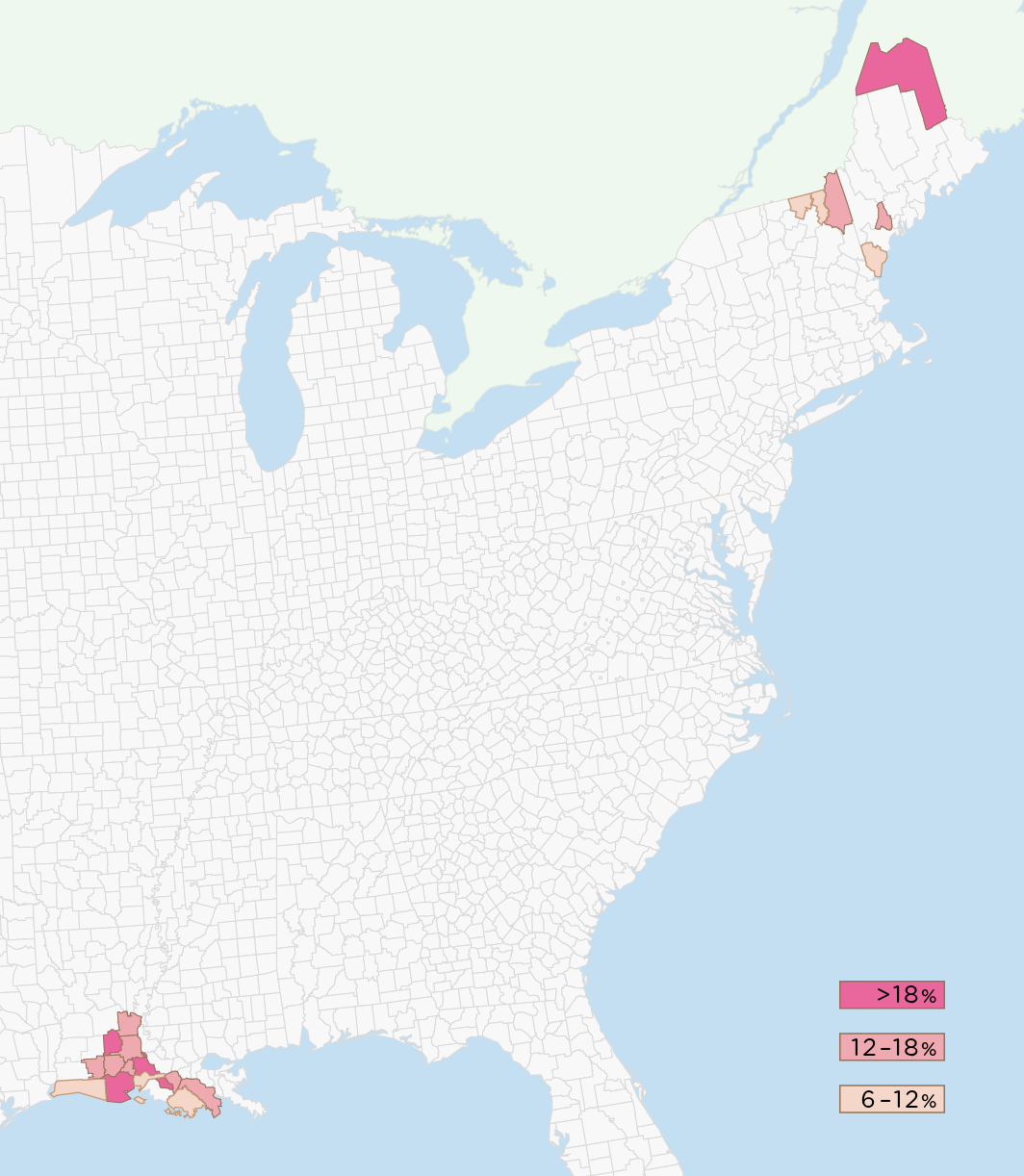
アメリカのフランス語話者の密度。

アメリカ文部省によるとフランス語はスペイン語に続きアメリカの高校・大学で教えられる2番目に多い外国語科目である。1980年代まではフランス語は最も多い外国語科目であったがヒスパニックの大量移民によりスペイン語に取って代わられた。2000年国勢調査によればフランス語は英語、スペイン語、中国語に次ぎアメリカで使用される4番目に大きな言語で160万人の話者がいる。ルイジアナ州を始めカナダ人、フランス人、ハイチ人が多いフロリダ州や北部メーン州、バーモント州、ニューヨーク市などが顕著である。
17世紀から18世紀のフランス入植時代の頃の北米（フランス領ルイジアナや北東部）ではフランス語は幅広く使用されており、現在でも特にニューオーリンズなどではフランス語の新聞も数多く存在する。フランス系アメリカ人の多くはフランス系コミュニティーの中で生活をしており、そこではフランス語を使用した学校や教会などが見受けられる。ニューイングランド地方、ニューヨーク州北部、中西部のフランス系カナダ人区域はしばしば「リトル・カナダ」とも呼ばれる。

## アメリカ社会への影響

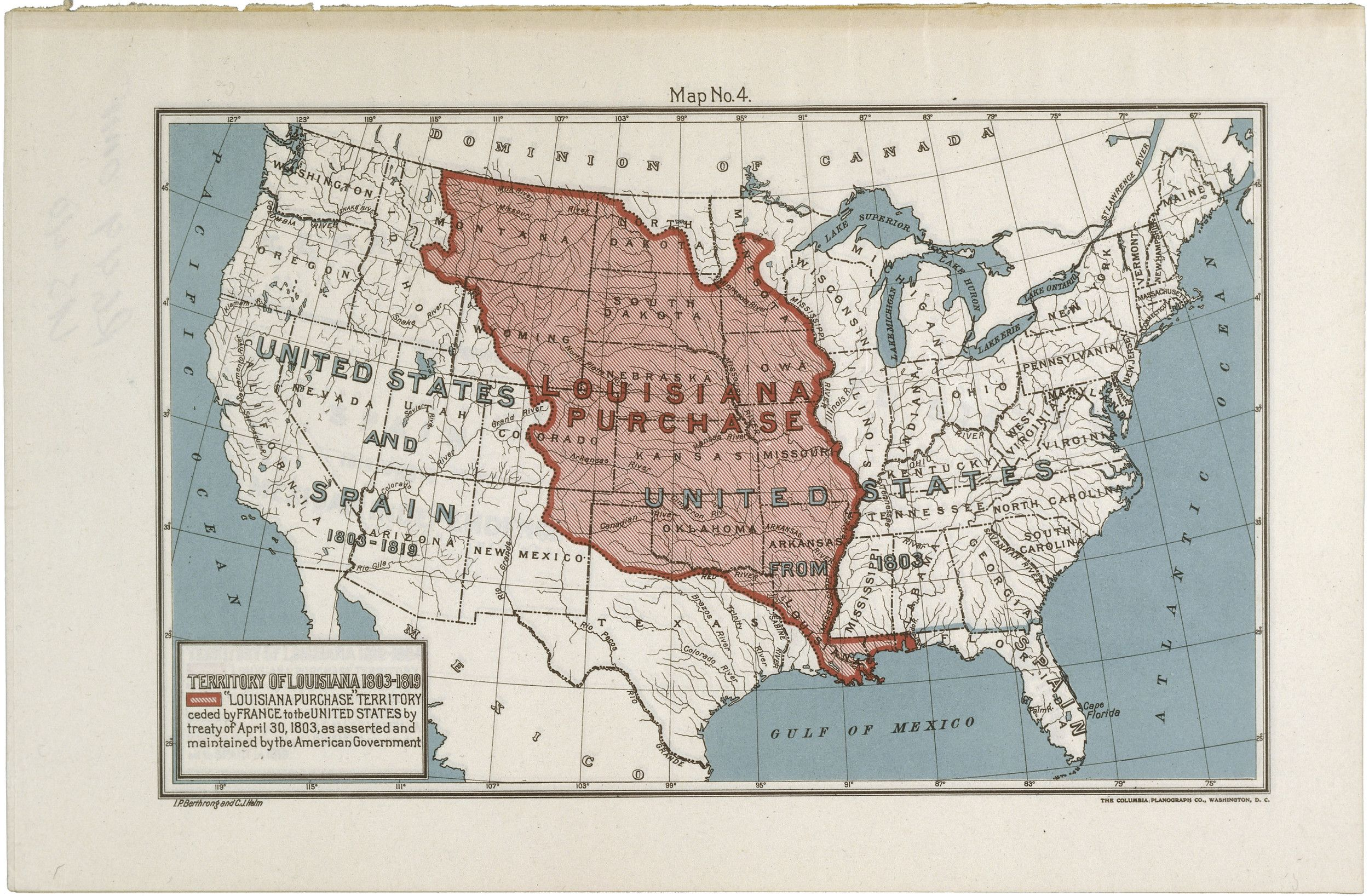
フランス領ルイジアナ

- フランス人とインディアンによって開発された街シカゴ (Chicago) の「ch」は「シィ」と発音し、これはフランス語に由来する。英語でchは通常「チ」と発音される（例: Chair〈チェアー〉など）。アメリカ人の中には「チカゴ」と発音する者も多くいる。
- フランス人探検家アントワーヌ・ド・ラ・モット・カディヤックによって開発されたデトロイトは元々はPontchartrain du Détroit港という名前でありルイ14世の命で動いた海軍が命名した。フランス語で「海峡」を意味する。
- 長いボディを持つ自動車「リムジン」はフランスの一地域「リムーザン」にいた長いマントを羽織った羊飼いから取られた。
- 1803年にアメリカに売られたフランス領ルイジアナは現在の15の州にまたがっている（モンタナ州、ノースダコタ州、サウスダコタ州、ワイオミング州、ミネソタ州、アイオワ州、ネブラスカ州、コロラド州、カンザス州、ミズーリ州、オクラホマ州、アーカンソー州、ルイジアナ州、テキサス州とニューメキシコ州の一部）

## 地名の由来

フランス系アメリカ人の旗

- ミシガン (Michigan): フランス人がインディアン・オジブワ族の言葉 Mishigamaw をもじって命名した。元の意味は「偉大なる湖」。
- バーモント (Vermont): 「緑」意味するフランス語 Vert と「山」を意味する mont から命名された。従って意味は「緑の山」
- ルイジアナ (Louisiana): ルイ14世により命名。元は Louisiane（ルイジアーン）。
- イリノイ (Illinois): インディアンのイリナイ族からフランス人が命名。
- メーン (Maine): フランスの同名の旧地名からというのが有力な説。
- デラウェア (Delaware): イングランド人男爵の de la Warr から命名され、アングロ・ノルマン人の苗字 de la Guerre に由来する。
- アーカンソー (Arkansas): フランス語で「低地に住まう人々」、もしくは「南風の人々」。
- ウィスコンシン (Wisconsin): インディアンの言語の Meskousing川 がフランス人探検家によって変えられ Ouisconsin に。この綴りを19世紀に英語化した。
- オレゴン (Oregon): フランス語で「ハリケーンの川」を意味する le fleuve aux ouragans から。
- デトロイト (Detroit): フランス語で「水道」を意味する「ル・デトロワ（le Détroit）」から。セントクレア湖とエリー湖をデトロイト川が結んでいる同地の地形から名付けられた。

## 著名なフランス系アメリカ人

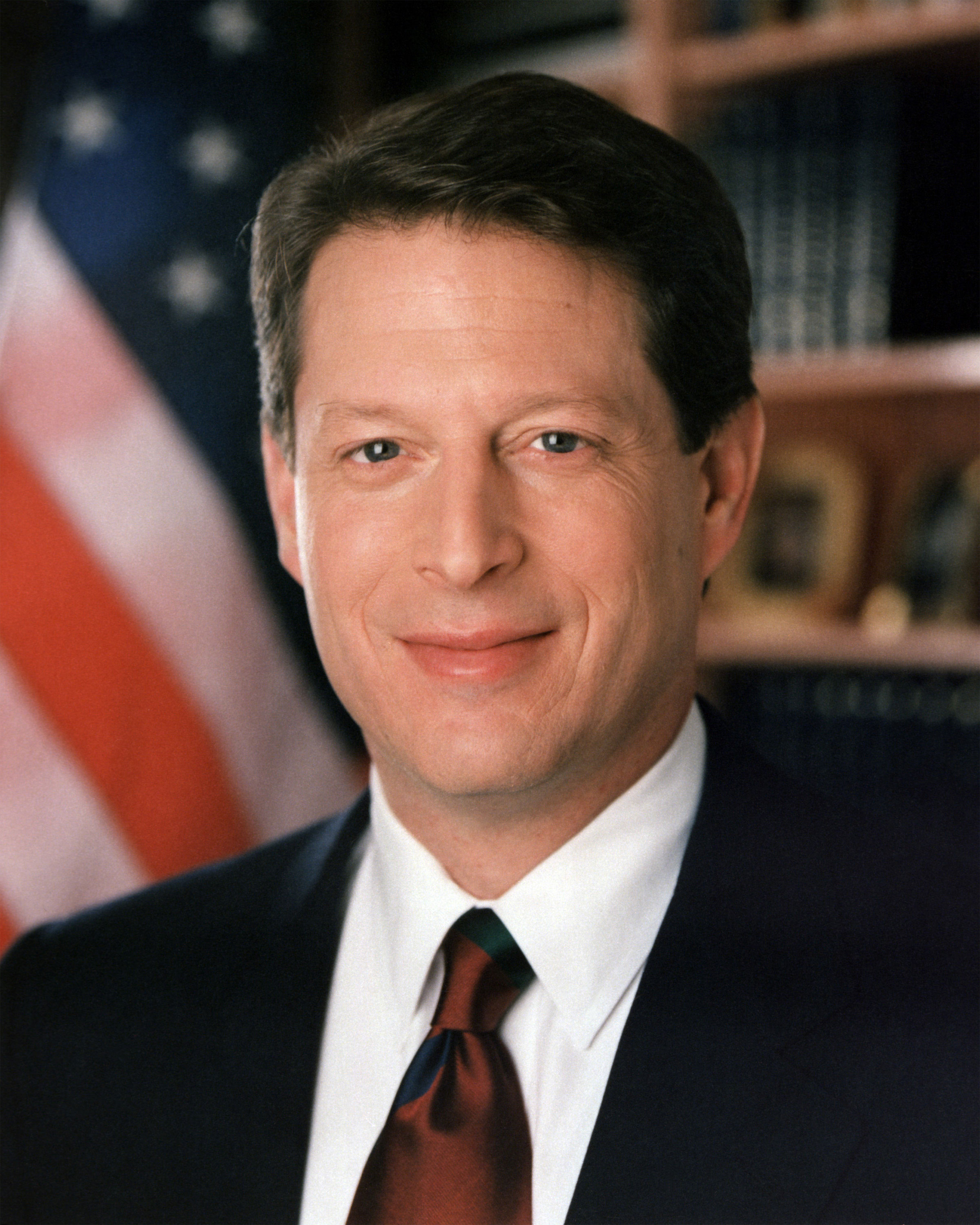
アル・ゴア元副大統領

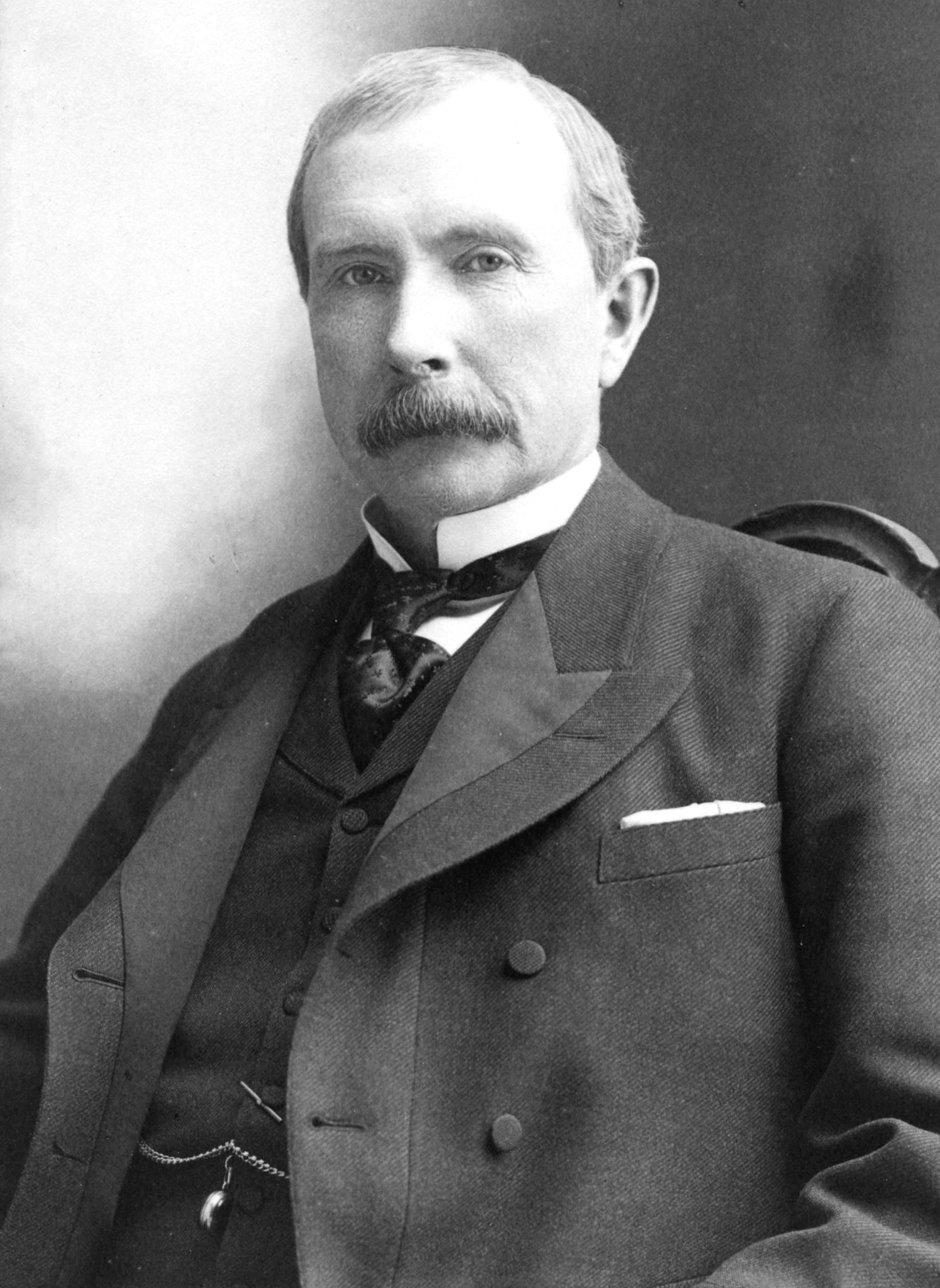
ジョン・ロックフェラー

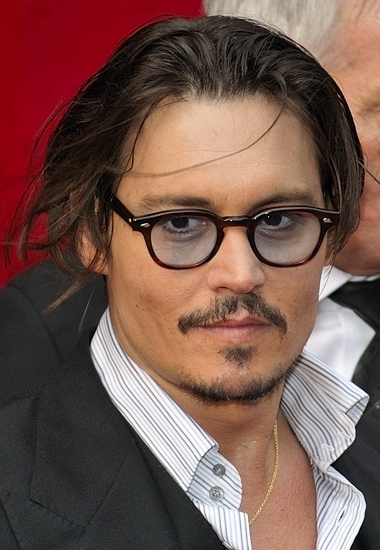
ジョニー・デップ

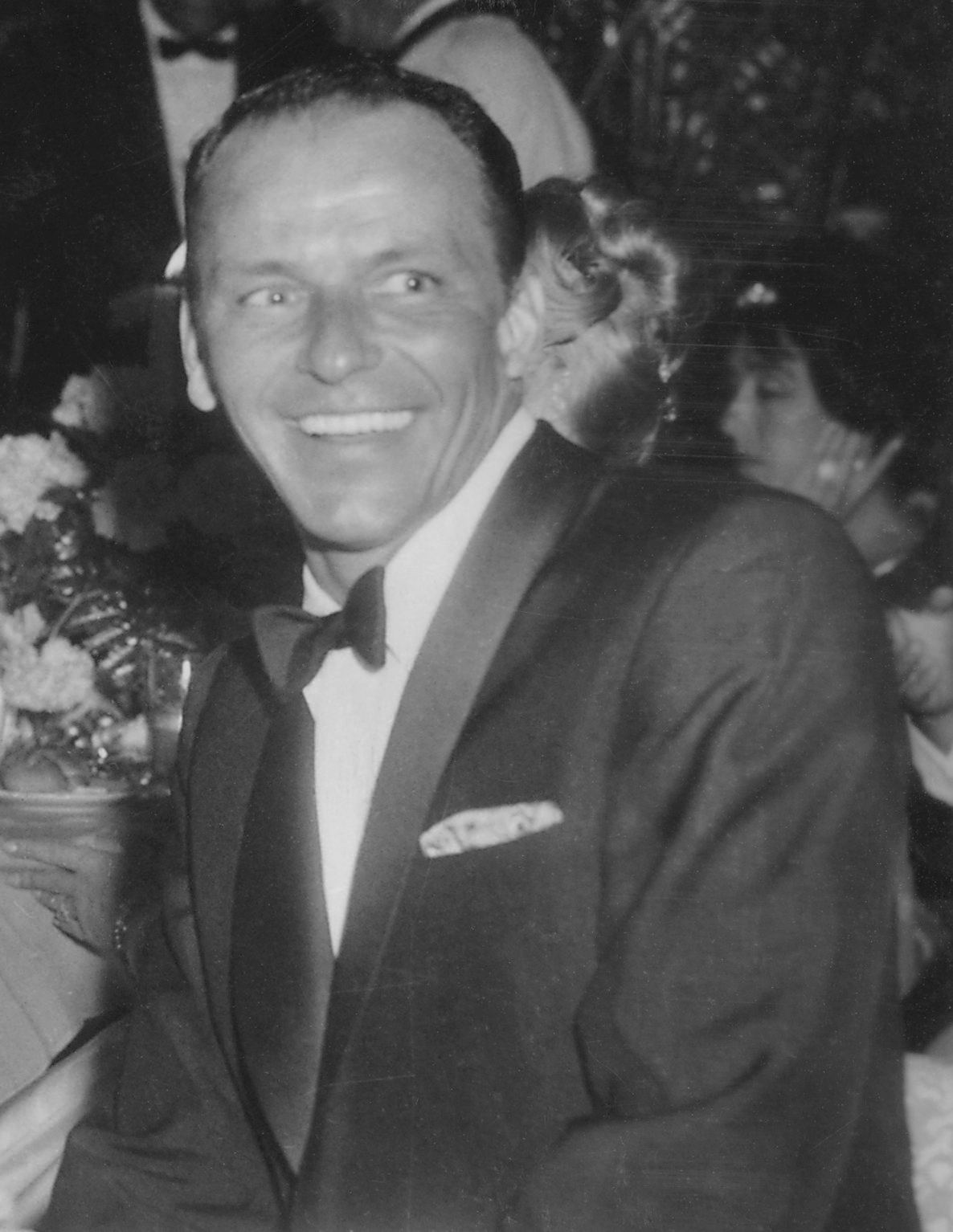
フランク・シナトラ

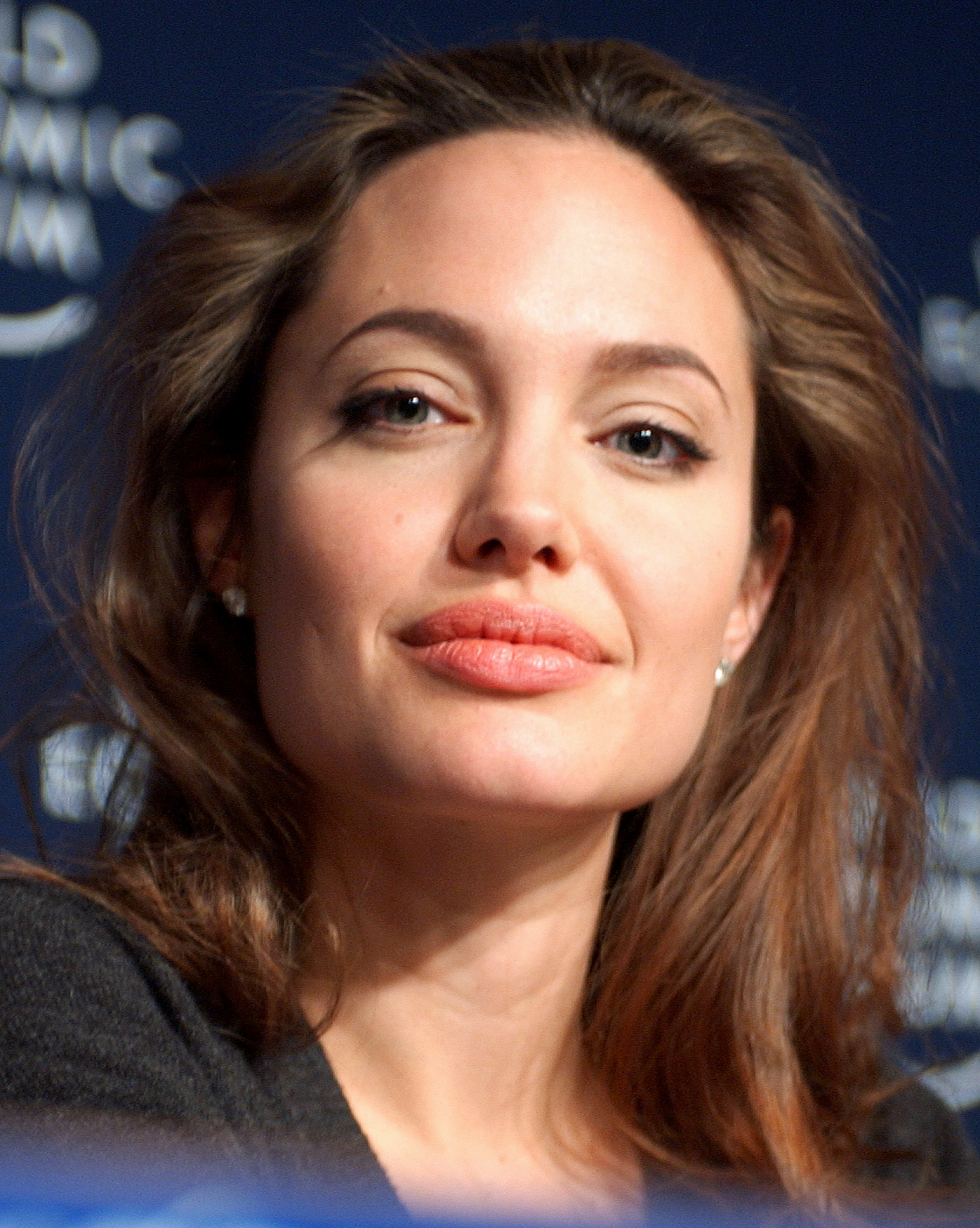
アンジェリーナ・ジョリー

ファーストネームの五十音順。純血・混血は問わない。

### 政治家
| - アル・ゴア - アレクサンダー・ハミルトン - ウィリアム・タフト - エリアス・ブーディノット - ギフォード・ピンショー - ジョージ・コーテルユー - ジョージ・ワシントン - ジョエル・ロバーツ・ポインセット - ジョン・F・ケネディ - ジョン・ジェイ | - ジョン・セビア - ジョン・タイラー - トム・ディレイ - ハリー・S・トルーマン - P・G・T・ボーリガード - ヒューイ・ロング - フランクリン・ルーズベルト - マイク・グラベル - ユージン・V・デブス - ロバート・M・ラフォレット・シニア |

### 実業家
- ウィリアム・C・デュラント
- エレン・デジェネレス
- ジョン・ロックフェラー
- ピエール・オミダイア
- フィリップ・カーン
- ロス・ペロー

### 作家
- アナイス・ニン
- E・アニー・プルー
- ウィリアム・ペン・デュボア
- エーヴ・キュリー
- ケイト・ショパン
- ジャック・ケルアック
- ヘンリー・デイヴィッド・ソロー
- ポール・セロー
- マルグリット・ユルスナール

### 男優
| - アドルフ・マンジュー - イアン・サマーホルダー - ウィリアム・ディヴェイン - ウェントワース・ミラー - アレック・ボールドウィン - ウィリアム・ボールドウィン - エイドリアン・グレニアー - エリック・バルフォー - クリストファー・メローニ - クリストファー・ランバート - クリストファー・リーヴ - ジム・キャリー - シャイア・ラブーフ - ジャスティン・セロー - シャルル・ボワイエ - ジョシュ・デュアメル - ジョシュ・ルーカス - ジョニー・デップ | - ジョン・ファヴロー - スティーヴン・ボールドウィン - テイラー・ロートナー - デニス・クエイド - パトリック・スウェイジ - ハンフリー・ボガート - ハリー・J・レニックス - ブランドン・ラウス - マーヴィン・ルロイ - マイケル・ヴァルタン - マイケル・ランデス - ミッキー・ローク - ロバート・グーレ - ロバート・デ・ニーロ - ロバート・デュヴァル - ロビン・ウィリアムズ - ロン・チェイニー - ロン・チェイニー・ジュニア |

### 女優
| - アリ・ランディー - アリエル・ドンバール - アレクサ・ダヴァロス - アンジェリーナ・ジョリー - アン・ハサウェイ - エヴァ・ラルー - エマニュエル・ヴォージア - エミリー・デシャネル - エレン・デジェネレス - カリスマ・カーペンター - クレア・デュヴァル - クローデット・コルベール - コルビー・キャレイ - ジーナ・ガーション - シャーリーズ・セロン - ジョーン・クロフォード - ジョジー・マラン - ジェシカ・アルバ - ジェシカ・ビール - シャニン・ソサモン | - ジュリー・デルピー - ズーイー・デシャネル - スザンヌ・プレシェット - ソフィア・ブッシュ - ティナ・オーモン - テリー・ハッチャー - ドロシー・ラムーア - ナターシャ・リオン - トニー・マーシャル - パトリシア・アークエット - ブルック・マヘアラニ・リー - マギー・Q - マリア・マクベイン - ミーガン・フォックス - ルシル・ボール - リー・ラジヴィル - リーリー・ソビエスキー - レスリー・キャロン - ローズ・マッゴーワン |

### ミュージシャン・歌手
| - アリス・クーパー - イジー・ストラドリン - エドガー・ヴァレーズ - エルヴィス・プレスリー - カート・コバーン - コルビー・キャレイ - サラ・バレリス | - シアラ - ジャシー・ベラスケス - ジョジョ - ティラ・テキーラ - デイヴ・ムステイン - ニック・ラシェイ - ビヨンセ・ノウルズ | - フィル・アンセルモ - フランク・シナトラ - マドンナ - ミシェル・ブランチ - ヨーヨー・マ - リア・ディゾン |

### スポーツ
| - アンディ・ペティット - アンドレ・イーシアー - エド・ローシュ - カル・ハバード - クレイグ・タイトス - グレッグ・レモン - ケント・デザーモ - ジェイソン・マーキー - ジェフ・フランコーア | - ジム・ソープ - ジム・ラフィーバー - ジョアキム・ノア - ジョン・メイン - スルヤ・ボナリー - ダニー・クロファット - チャーリー・マニエル - チャド・ゴダーン - デビッド・デュバル | - トム・グラビン - トリプルH - ナップ・ラジョイ - ネイト・アーチボルド - ハルク・ホーガン - バート・パテナウデ - ブレット・ファーヴ - ポール・アリジン - ボブ・クージー | - マリー・ピエルス - メラニー・ウダン - ライアン・テリオ - ランディ・クートゥア - ダスティン・ポイエー - ルー・ブードロー - レイラ・アリ - レオ・ドローチャー - ロン・ギドリー |

### その他
| - アリス・ヘイン（モナコ大公妃） - ヴィンセント・デュ・ヴィニョー（生化学者） - エド・カーティア（イラストレータ） - エレン・デジェネレス（ジャーナリスト） - オリヴァー・ストーン（映画監督） - ギャリー・トゥルードー（漫画家） - キャレブ・デシャネル（カメラマン） - クレア・リー・シェンノート（パイロット） - ケイティ・コーリック（ジャーナリスト） - ジャクリーン・ケネディ（ファーストレディ） - ジャン・ラフィット（海賊） - ジョン・ケネディ・ジュニア（弁護士） - ジョン・ジェームズ・オーデュボン（画家） - ジョン・C・フレモント（軍人） - ジョン・モワザン（飛行士） - セイン・カミュ（タレント） | - セロ（マジシャン） - ダニエル・ウィルデンシュタイン（画商） - ダニエル・モロー・バリンジャー（地質学者） - トム・ブロコウ（ニュースキャスター） - ドン・ラフォンティーヌ（声優） - パトリック・タトポロス（美術家） - ピエール・シャルル・ランファン（建築家） - フランク・アバグネイル（詐欺師） - フランシス・マリオン （軍人） - ポール・リビア（独立戦争の英雄） - メアリー・カサット（画家） - ラファイエット（軍人） - リー・ド・フォレスト（発明家） - リー・ハーヴェイ・オズワルド（ケネディ暗殺犯） - リンダ・ムーン（ヌードモデル） - ルイーズ・ブルジョワ（美術家） |